# Conseil d’orientation et de supervision de la liste électorale permanente informatisée
 (novembre 2022).
Le Conseil d’orientation et de supervision de la liste électorale permanente informatisée (COSLEPI) est une structure indépendante dotée de la personnalité juridique, de l’autonomie administrative et de gestion dont l’objectif est de réaliser l’actualisation du fichier électoral à bonne date conformément au code électoral.